# Kronika
Krónika (grško khrónos - čas) je privzeta beseda iz grščine, ki pomeni obširen zapis pomembnejših dogodkov zapisan po zaporedju dogajanja.
Kronike so bile sprva srednjeveški zapisi dogajanj iz leta v leto, napisani brez globlje analize. 

## Razvoj besede
Tujka, ki je k nam v uporabo prišla v 16. stoletju, je morda prevzeta po zgledu iz nemške besede Chronik, le ta pa iz latinske cronica v pomenu kronika; to je knjiga, ki opisuje zgodovino, kar je izposojeno iz grščine tà khkronikà (kronika, kronologija, podatki o dogajanju v določenem času), ki pa izhaja iz pridevnika khronikós v pomenu časoven, izpeljano iz khrónos v pomenu čas. 

## Oblike kronik
- avtobiografska kronika
- biografska kronika
- cerkvena (samostanska, škofovska, župnjiska)
- črna kronika
- dnevna kronika
- kulturna kronika
- mestna kronika
- rodovna kronika
- svetovna kronika
- šolska kronika
- vojna kronika